# Tortuga
Tortuga (francouzsky Île de la Tortue, v haitské kreolštině Latòti) je ostrov v Atlantském oceánu nedaleko od severozápadního pobřeží Hispanioly. Je součástí haitského departementu Nord-Ouest. Na délku měří 37 km, na šířku 8 km, celková rozloha ostrova je 180 km². Tortuga se nazývá proto, že tvar ostrova připomíná želví krunýř.
Během 17. století sloužil ostrov jako základna pirátů a bukanýrů, kteří byli aktivní v karibské oblasti. Ostrov byl součástí francouzské kolonie Saint-Domingue. Později na něm bylo založeno protipirátské středisko.
Ostrov Tortuga byl použit i jako pirátský ostrov v několika dílech filmové série Piráti z Karibiku. Zde neplatila žádná pravidla a na ostrově byly většinou hostince a hospody, kde alkohol tekl proudem a piráti zde často najímali svoji posádku.

## Stopa Tortugy v České republice
Podle ostrova byla pojmenována i vila rodiny Rumlových na nymburském Zálabí. Nejprve byla jako Tortuga nazývána pouze místnost, sloužící jako klubovna vodních skautů, která poskytovala oddílu Vorvaň zázemí pro odbojovou činnost během 2. sv. války. Činnost skautů ve vile skončila v roce 1948 a obnovena byla roku 1993, kdy byla vila po restituci věnována nymburským skautům jejími původními obyvateli Karlem Rumlem a Evou Rumlovou. Dnes nese název Tortuga - mezinárodní skautské středisko Nymburk.